# Cyrtococcum nossibeense
Cyrtococcum nossibeense är en gräsart som beskrevs av Aimée Antoinette Camus. Cyrtococcum nossibeense ingår i släktet Cyrtococcum, och familjen gräs.
Artens utbredningsområde är Madagaskar. Inga underarter finns listade i Catalogue of Life.